# Helmut Freuen
Helmut Leonhard Freuen (* 2. September 1932 in Gladbach-Rheydt; † 14. November 2008 in Mönchengladbach) war bis zu seinem Tode der dienstälteste Oberstadtdirektor einer deutschen Großstadt.

## Leben und Beruf
Freuen wurde im Stadtteil Geistenbeck (Reststrauch) als Sohn von Johann Freuen und Elisabeth Freuen (geborene Jansen) geboren. Er besuchte zunächst von 1939 bis 1943 die Volksschule in Rheydt-Tipp und anschließend das Gymnasium in Rheydt-Odenkirchen, welches er mit der Reifeprüfung am 7. März 1953 verließ. Er studierte von 1953 bis 1957 Rechtswissenschaften in Köln und schloss das Studium am 1. März 1957 mit dem ersten juristischen Staatsexamen in Düsseldorf ab. Nach dem Referendariat legte er am 8. August 1961 sein zweites juristisches Staatsexamen ab.
Nach einem kurzen Ausflug in die Privatwirtschaft bei der Deutschen Bank AG, Filiale Mönchengladbach, erhielt er im Jahre mit Wirkung zum 15. November 1961 eine Anstellung als Hilfsreferent beim Bundesministerium für wirtschaftliche Zusammenarbeit in Bonn, wo er am 29. Juni 1963 zum Regierungsassessor ernannt wurde.
Am 1. August 1964 wechselte Freuen zur Stadtverwaltung der damals noch selbständigen Stadt Rheydt, wo er als Stadtassessor das Rechtsamt leitete. Am 26. März 1965 wurde er zum Städtischen Rechtsrat ernannt. Zwei Jahre später übernahm Freuen zusätzlich die Funktion eines Hilfsdezernenten mit vielseitigem Aufgabengebiet (Statistisches Amt, Schulverwaltungsamt, Amt für Öffentlichkeitsarbeit, Sekretariat Oberstadtdirektor). Am 16. März 1967 wurde Freuen zum Städtischen Oberrechtsrat ernannt.
Am 16. August 1968 wurde Freuen im Alter von 35 Jahren zum Oberstadtdirektor der Stadt Rheydt gewählt. Damit war er als Hauptverwaltungsbeamter der jüngste Verwaltungschef einer deutschen Großstadt.
Im Rahmen der kommunalen Neugliederung (Zusammenlegung der Städte Rheydt und Mönchengladbach sowie der Gemeinde Wickrath durch das Düsseldorf-Gesetz) wurde Freuen 1974 zum kommissarischen Leiter der Verwaltung bestimmt. Zum kommissarischen Vertreter des Stadtrates wurde gleichzeitig der ehemalige Ministerpräsident des Landes Nordrhein-Westfalen und Ehrenbürger der Stadt Mönchengladbach Dr. Franz Meyers (CDU) ernannt. Ihr gemeinsames Wirken führte zum verwaltungsrechtlichen Vollzug der Gebietsreform zum 1. Januar 1975. Mit Wirkung zu diesem Zeitpunkt wurde Freuen zum Beauftragten für die Wahrnehmung der Aufgaben des Oberstadtdirektors für die neue Stadt Mönchengladbach ernannt.
Am 23. Mai 1975 erfolgte die Wahl Freuens zum ersten Oberstadtdirektor der neugebildeten Stadt Mönchengladbach.
Die Wiederwahl für weitere acht Jahre erfolgte schließlich am 3. Dezember 1986.
Von 1994 bis 2002 war Freuen Geschäftsführer der „GEM Gesellschaft für Wertstofferfassung, Wertstoffverwertung und Entsorgung Mönchengladbach mbH“.
Seit dem 1. Juli 2002 bis zu seinem Tode war er als Rechtsanwalt bei der Kanzlei Dr. Peter Backes und Partner in Mönchengladbach tätig.

## Ehrenamtliche Tätigkeiten (Auszug)
Freuen war 1978 maßgeblich am Zustandekommen der Grenzregio Rhein-Maas beteiligt und Vorsitzender des Regio-Ausschusses der Grenzregio Rhein-Maas.

## Sonstige berufliche Tätigkeiten (Auszug)
Vorsitzender des Kreditausschusses der Stadtsparkasse Mönchengladbach

## Partei
Freuen war seit 1967 Mitglied der SPD. 1970 gab er sein Parteibuch zurück. Danach war er bis zu seinem Tode Mitglied der CDU.

## Besondere Auszeichnungen
- Verdienstorden der Bundesrepublik Deutschland (Bundesverdienstkreuz) am Bande (1987)
- Ernennung im Namen der Königin der Niederlande zum “Officier in de Orde van Oranje-Nassau” (1992)
- Ernennung durch Königin Elisabeth II. zum “Commander of the British Empire (C.B.E.)” (1994)
- Verdienstorden der Bundesrepublik Deutschland (Bundesverdienstkreuz) 1. Klasse (1995)
- Im Jahr 2016 wurde beschlossen in einem Neubaugebiet in Mönchengladbach eine Straße Helmut-Freuen-Ring zu nennen. Am 5. Juli erfolgte die offizielle Enthüllung des Straßenschildes im Beisein von Bezirksvorsteher Barbara Gersmann.

## Familie
Freuen war seit 1961 verheiratet, der Ehe entstammten zwei Kinder.